# Шнайдер, Диана Максимовна
Диа́на Макси́мовна Шна́йдер (род. 2 апреля 2004, Жигулёвск, Самарская область) — российская теннисистка, заслуженный мастер спорта России (2025). Полуфиналистка двух турниров Большого шлема в парном разряде (Открытый чемпионат Австралии-2025, Открытый чемпионат Франции-2025); победительница шести турниров WTA (из них четыре в одиночном разряде); серебряный призёр Олимпийских игр 2024 года в парном разряде.
Победительница трёх юниорских турниров Большого шлема в парном разряде (Уимблдон-2021, Открытый чемпионат Австралии-2022, Открытый чемпионат США-2022); финалистка одного юниорского турнира Большого шлема в парном разряде (Открытый чемпионат Франции-2020); бывшая вторая ракетка мира в юниорском рейтинге ITF (2022).

## Общая биография
Родилась в Жигулёвске. Отец теннисистки Максим имеет немецкие корни, работал юристом, профессионально занимался боксом, а мама Юлия является учителем английского языка. Теннисом увлеклась в 4 года в Тольятти, куда переехала её семья. Первым тренером Шнайдер был Сергей Коновалов. Профессионально заниматься теннисом начала в 8-летнем возрасте у тренера Самвела Минасяна в Москве.
В 2022 году поступила в Университет Северной Каролины, за который также выступает в Национальной ассоциации студенческого спорта. По состоянию на август 2024 года — студентка Российского университета спорта «ГЦОЛИФК».
Шнайдер — левша. Стала пятой левшой в истории, до 21-летия вышедшей в финалы на трёх разных покрытиях по ходу одного сезона (наряду с Мартиной Навратиловой и Моникой Селеш). Выиграла три титула на трёх разных покрытиях до достижения 21 года, став первой теннисисткой с таким достижением с 2009 года.

## Спортивная карьера
В январе 2018 года стала победительницей юниорского теннисного турнира Christmas Cup.
Первый профессиональный титул ITF WTT в одиночном разряде Шнайдер выиграла в возрасте 17 лет в 2021 году в Анталье, в финале одержав победу над словенкой Пией Ловрич — 6:3, 6:2.

### 2021—2022
В 2021 году Шнайдер выиграла юниорский Уимблдон в парном разряде (совместно с белоруской Кристиной Дмитрук). И дошла до полуфинала юниорского Открытого чемпионата Франции 2021 года в одиночном разряде.
В 2022 году Диана завоевала два юниорских Больших шлема в парном разряде, победив в Австралии (в паре с американкой Клерви Нгунуэ и в США (совместно с чешкой Луцией Гавличковой).
В конце ноября 2022 года, в Монтевидео (Уругвай) стала победительницей турнира WTA 125 в одиночном разряде, где в финале победила француженку Леолию Жанжан со счётом 6-4, 6-4.
13 декабря 2022 года Шнайдер достигла наивысшей для себя позиции в юниорском туре ITF, став третьей.

### 2023
В 2023 году Шнайдер дебютировала на взрослых турнирах Большого шлема, выйдя в основную сетку на Открытом чемпионате Австралии через квалификацию. Диане удалось победить Кристину Кучову, однако во втором раунде она проиграла шестой сеяной Марии Саккари. В итоге 30 января Диана вошла в сотню лучших теннисисток мира, поднявшись на 94-ю строчку в рейтинге WTA.
В июле Шнайдер в Гамбурге (Германия) впервые вышла в полуфинал турнира уровня WTA, а в сентябре в китайском Нинбо дошла до финала, в котором проиграла Онс Жабёр со счётом 6:2, 6:1. После турнира Шнайдер обновила персональный рекорд, заняв 63-е место в рейтинге WTA.
В октябре Диана дошла до полуфинала турнира в китайском Наньчане.

### 2024: три титула WTA, серебро Олимпиады
В январе на Открытом чемпионате Австралии Шнайдер в первом круге одиночного разряда проиграла итальянке Жасмин Паолини. В парном разряде Шнайдер совместно с американкой Эммой Наварро в первом круге победила Ангелину Калинину и Анну Каролину Шмидлову, во втором круге — Чжань Хаоцин и Гильяну Ольмос, но в 1/8 финала проиграла Барборе Крейчиковой и Лауре Зигемунд.
В начале февраля выиграла хардовый турнир WTA 250 в Хуахине (Таиланд), последовательно победив польку Магду Линетт, испанку Паулу Бадосу, венгерскую теннисистку Далму Галфи, китаянку Ван Синьюй, а в финале одолев китайскую теннисистку Чжу Линь. Таким образом, Диана выиграла первый титул WTA в карьере.
В середине марта она дошла до финала одиночного разряда турнира WTA-125 в Чарлстоне (США), где проиграла итальянке Элизабетте Коччаретто со счётом: 3-6, 2-6.
В апреле в квалификации к турниру в Штутгарте Диана обыграла чешку Сару Бейлек, отыгравшись со счёта 0:6, 0:3 по ходу матча, но в основной стадии турнира проиграла в первом же круге Пауле Бадосе 3:6, 4:6.
В середине мая стала победительницей в одиночном разряде турнира WTA 125 в Париже, где в финале победила американку Эмму Наварро со счётом: 6-2, 3-6, 6-4. После чего поднялась на 47-ю позицию в рейтинге, впервые войдя в топ-50.
С лета начала тренироваться под руководством Игоря Андреева, бывшего теннисиста топ-20 и капитана сборной России на Кубке Федерации. Сотрудничество началось после «Ролан Гаррос», с травяного сезона.
В июне выиграла второй турнир WTA за год — в Бад-Хомбурге, в финале победив Донну Векич со счетом 6:3, 2:6, 6:3. Матч продолжался 2 часа 15 минут.
В июле выиграла свой третий титул — в Будапеште, в финальном матче в двух сетах обыграв 134-ю ракетку мира Александру Соснович.
В августе завоевала серебряную медаль Олимпийских игр 2024 года в Париже в парном турнире совместно с Миррой Андреевой. Россиянки проиграли в финале итальянским теннисисткам Жасмин Паолини и Саре Эррани на чемпионском тай-брейке.
За это достижение на Олимпиаде в конце 2024 года Шнайдер и Андреева получили звания заслуженных мастеров спорта России.
На турнире WTA-1000 в Торонто Шнайдер одолела первую сеяную Кори Гауфф и россиянку Людмилу Самсонову, однако в полуфинале уступила Джессике Пегуле. При этом выход в полуфинал позволил Диане дебютировать в топ-20 мирового рейтинга.
В начале октября на турнире WTA 1000 в Пекине дошла до третьего круга одиночного разряда, где проиграла польке Магдалене Френх со счётом 6-0, 3-6, 4-6. А в парном разряде этого турнира вместе с Миррой Андреевой дошли до четвертьфинала, где они проиграли американкам Софии Кенин и Бетани Маттек-Сандс со счётом 1-6, 2-6.

### 2025
В начале 2025 года вместе с соотечественницей Миррой Андреевой стала победительницей в парном разряде турнира WTA 500 в Брисбене (Австралия), где в финале они победили Анну Калинскую и Присциллу Хон со счётом 7-6(6), 7-5. На этом же турнире во втором круге в одиночном разряде проиграла украинке Ангелине Калининой со счётом 3-6, 6-4, 1-6.
В марте Диана выиграла первый парный «тысячник» в карьере, совместно с Миррой Андреевой одолев в Майами дуэт Кристины Букши и Мию Като.

## Итоговое место в рейтинге WTA по годам[42]
| Год  | Одиночный рейтинг | Парный рейтинг |
| 2024 | 13                | 50             |
| 2023 | 60                | 206            |
| 2022 | 182               | 288            |
| 2021 | 1065              | 1672           |

## Выступления на турнирах

### Финалы турнировWTAв одиночном разряде (5)

#### Победы (4)
| Легенда:                   |
| -------------------------- |
| Турниры Большого шлема (0) |
| Олимпиада (0)              |
| Итоговый турнир WTA (0)    |
| WTA 1000 (0+1)             |
| WTA 500 (1+1)              |
| WTA 250 (3)                |

| Титулы по покрытиям | Титулы по месту проведения матчей турнира |
| ------------------- | ----------------------------------------- |
| Хард (2+2)          | Зал (0)                                   |
| Грунт (1)           | Зал (0)                                   |
| Трава (1)           | Открытый воздух (4+2)                     |
| Ковёр (0)           | Открытый воздух (4+2)                     |

| №  | Дата           | Турнир                | Покрытие | Соперница           | Счёт        |
| 1. | 4 февраля 2024 | Хуахин, Таиланд       | Хард     | Чжу Линь            | 6-3 2-6 6-1 |
| 2. | 29 июня 2024   | Бад-Хомбург, Германия | Трава    | Донна Векич         | 6-3 2-6 6-3 |
| 3. | 21 июля 2024   | Будапешт, Венгрия     | Грунт    | Александра Соснович | 6-4 6-4     |
| 4. | 3 ноября 2024  | Гонконг, КНР          | Хард     | Кэти Боултер        | 6-1 6-2     |

#### Поражение (1)
| №  | Дата             | Турнир       | Покрытие | Соперница | Счёт    |
| 1. | 30 сентября 2023 | Нинбо, Китай | Хард     | Онс Жабёр | 2-6 1-6 |

### Финалы турнировWTA 125иITFв одиночном разряде (8)

#### Победы (6)
| Легенда:         |
| ---------------- |
| WTA 125 (2+1)    |
| 100.000 USD (0)  |
| 80.000 USD (0)   |
| 60.000 USD (1+1) |
| 25.000 USD (1+1) |
| 15.000 USD (2+1) |

| Титулы по покрытиям | Титулы по месту проведения матчей турнира |
| ------------------- | ----------------------------------------- |
| Хард (0)            | Зал (0)                                   |
| Грунт (6+4)         | Зал (0)                                   |
| Трава (0)           | Открытый воздух (6+4)                     |
| Ковёр (0)           | Открытый воздух (6+4)                     |

| №  | Дата           | Турнир              | Покрытие | Соперница           | Счёт        |
| 1. | 14 ноября 2021 | Анталья, Турция     | Грунт    | Пия Ловрич          | 6-3 6-2     |
| 2. | 17 апреля 2022 | Оэйраш, Португалия  | Грунт    | Мартина ди Джузеппе | 6-4 6-2     |
| 3. | 24 апреля 2022 | Шымкент, Казахстан  | Грунт    | Екатерина Маклакова | 6-2 7-5     |
| 4. | 1 мая 2022     | Стамбул, Турция     | Грунт    | Никола Бартункова   | 7-5 7-5     |
| 5. | 27 ноября 2022 | Монтевидео, Уругвай | Грунт    | Леолия Жанжан       | 6-4 6-4     |
| 6. | 19 мая 2024    | Париж, Франция      | Грунт    | Эмма Наварро        | 6-2 3-6 6-4 |

#### Поражения (2)
| №  | Дата            | Турнир         | Покрытие | Соперница             | Счёт        |
| 1. | 16 октября 2022 | Лас-Вегас, США | Хард     | Юань Юэ               | 6-4 3-6 1-6 |
| 2. | 16 марта 2024   | Чарлстон, США  | Хард     | Элизабетта Коччаретто | 3-6 2-6     |

### Финалы Олимпийских турниров в женском парном разряде (1)

#### Поражение (1)
| №  | Дата | Турнир         | Покрытие | Партнёрша      | Соперницы                  | Счёт           |
| 1. | 2024 | Париж, Франция | Грунт    | Мирра Андреева | Жасмин Паолини Сара Эррани | 6-2 1-6 [7-10] |

### Финалы турнировWTAв парном разряде (4)

#### Победы (2)
| №  | Дата          | Турнир             | Покрытие | Партнёрша      | Соперницы                    | Счёт              |
| 1. | 4 января 2025 | Брисбен, Австралия | Хард     | Мирра Андреева | Анна Калинская Присцилла Хон | 7-6(6) 7-5        |
| 2. | 30 марта 2025 | Майами, США        | Хард     | Мирра Андреева | Кристина Букша Мию Като      | 6-3 6-7(5) [10-2] |

#### Поражения (2)
| №  | Дата           | Турнир                 | Покрытие | Партнёрша      | Соперницы                  | Счёт              |
| 1. | 4 августа 2024 | Олимпиада              | Грунт    | Мирра Андреева | Жасмин Паолини Сара Эррани | 6-2 1-6 [7-10]    |
| 2. | 15 июня 2025   | Лондон, Великобритания | Трава    | Анна Данилина  | Эйжа Мухаммад Деми Схюрс   | 5-7 7-6(3) [4-10] |

### Финалы турнировWTA 125иITFв парном разряде (5)

#### Победы (4)
| №  | Дата           | Турнир                            | Покрытие | Партнёрша          | Соперницы                      | Счёт       |
| 1. | 21 ноября 2022 | Анталья, Турция                   | Грунт    | Анастасия Соболева | Амарисса Тот Тамара Чурович    | 6-2 6-0    |
| 2. | 20 марта 2022  | Анталья, Турция                   | Грунт    | Амарисса Тот       | Амина Аншба Мария Тимофеева    | 6-4 6-2    |
| 3. | 7 августа 2022 | Хехинген, Германия                | Грунт    | Ирина Хромачёва    | Тамара Чурович Кьяра Шоль      | 6-2 6-3    |
| 4. | 11 июня 2023   | Ла-Бисбаль-дель-Ампурдан, Испания | Грунт    | Каролина Доулхайд  | Алёна Большова Ребека Масарова | 7-6(5) 6-3 |

#### Поражение (1)
| №  | Дата            | Турнир                             | Покрытие | Партнёрша      | Соперницы                     | Счёт    |
| 1. | 14 августа 2022 | Сан-Бартоломе-де-Тирахана, Испания | Грунт    | Элина Аванесян | Аранча Рус Анхела Фита Болуда | 4-6 4-6 |

## История выступлений на турнирах
По состоянию на 14 июля 2025 года
Для того, чтобы предотвратить неразбериху и удваивание счета, информация в этой таблице корректируется только по окончании участия там данного игрока.
| Турнир                       | 2024  | 2025  | Итог  | В/П за карьеру |
| ---------------------------- | ----- | ----- | ----- | -------------- |
| Турниры Большого шлема       |       |       |       |                |
| Открытый чемпионат Австралии | 3Р    | 1/2   | 0 / 2 | 6-2            |
| Открытый чемпионат Франции   | 1/4   | 1/2   | 0 / 2 | 7-2            |
| Уимблдонский турнир          | 2Р    | 3Р    | 0 / 2 | 3-2            |
| Открытый чемпионат США       | 1Р    |       | 0 / 1 | 0-1            |
| Итог                         | 0 / 4 | 0 / 3 | 0 / 7 |                |
| В/П в сезоне                 | 6-4   | 10-3  |       | 16-7           |
| Олимпийские игры             |       |       |       |                |
| Летняя олимпиада             | Ф     | НП    | 0 / 1 | 4-1            |
| Турниры WTA 1000             |       |       |       |                |
| Доха                         | -     | 1/2   | 0 / 1 | 3-1            |
| Индиан-Уэлс                  | -     | 1Р    | 0 / 1 | 0-1            |
| Майами                       | -     | П     | 1 / 1 | 5-0            |
| Мадрид                       | -     | 2Р    | 0 / 1 | 1-1            |
| Рим                          | -     | 1/2   | 0 / 1 | 3-1            |
| Цинциннати                   | 1/2   |       | 0 / 1 | 3-1            |
| Пекин                        | 1/4   |       | 0 / 1 | 2-1            |
| Итог                         | 0 / 2 | 1 / 5 | 1 / 7 |                |
| В/П в сезоне                 | 5-2   | 12-4  |       | 17-6           |

## История личных встреч
| Соперница       | Все матчи | Финалы |                   |
| --------------- | --------- | ------ | ----------------- |
| Жасмин Паолини  | 0-0       | 0-0    | юниорские турниры |
| Жасмин Паолини  | 0-2       | 0-0    | взрослые турниры  |
| Чжэн Циньвэнь   | 0-0       | 0-0    | юниорские турниры |
| Чжэн Циньвэнь   | 0-1       | 0-0    | взрослые турниры  |
| Ига Свёнтек     | 0-0       | 0-0    | юниорские турниры |
| Ига Свёнтек     | 0-1       | 0-0    | взрослые турниры  |
| Кори Гауфф      | 0-0       | 0-0    | юниорские турниры |
| Кори Гауфф      | 1-0       | 0-0    | взрослые турниры  |
| Джессика Пегула | 0-0       | 0-0    | юниорские турниры |
| Джессика Пегула | 0-2       | 0-0    | взрослые турниры  |